# Aleksandar Vučić
Aleksandar Vučić (in cirillico: Александар Вучић?; Belgrado, 5 marzo 1970) è un politico serbo, presidente della Repubblica di Serbia dal maggio 2017 e presidente del Partito Progressista Serbo; è stato primo ministro della Serbia dall'aprile 2014 al maggio 2017.

## Carriera politica
Vučić nasce a Belgrado nel 1970 e qui ha finito gli studi di diritto diplomandosi. Tra il 1992 ed il 1993 lavora come reporter nella guerra civile bosniaca per un'emittente a Pale nella Repubblica Serba di Bosnia ed Erzegovina. 

### Nel Partito Radicale Serbo (SRS)
Nel 1993 dopo l'esperienza giornalistica inizia la sua carriera politica diventando membro del Partito Radicale Serbo (SRS), formazione nazionalista di destra guidata da Vojislav Šešelj. Nello stesso anno viene eletto deputato sulla lista di SRS e dal 1995 diventa segretario del partito.

#### Ministro dell'Informazione
Nel 1998 dopo che il suo partito entra nella coalizione di governo con il Partito Socialista di Serbia del presidente Slobodan Milošević, Vučić diviene membro del nuovo governo guidato dal socialista Mirko Marjanović venendo nominato Ministro dell'Informazione. Gli studiosi hanno descritto Vučić come la figura cruciale nella definizione delle politiche mediatiche di inizio secolo in Serbia.
Durante il suo mandato, per via dell'entrata della Serbia nella guerra del Kosovo, viene approvata una controversa legge sull'informazione che de facto legava le mani e sanzionava pesantemente tutti i media opposti al regime di Milošević. A causa di ciò Vučić si trovò sulla black list di accesso nell'Unione europea.
In seguito al crescente risentimento contro Milošević, Vučić ha introdotto multe per i giornalisti che hanno criticato il governo e bandito le reti televisive straniere. I media serbi erano fortemente repressi dallo Stato mentre i media stranieri erano stati visti come "spie".
"Se voi uccidete un serbo, noi uccideremo cento musulmani", minacciò nel luglio 1995, pochi giorni dopo il massacro di Srebrenica, dove 8.000 musulmani furono uccisi dalle forze serbo-bosniache.
Durante questo periodo, i media serbi furono accusati di aver trasmesso propaganda nazionalista serba, che demonizzava le minoranze etniche e legittimava le atrocità serbe contro di loro. Nel 1998, il governo adottò la legge sui media più restrittiva in Europa che creò un tribunale per reati speciali per le violazioni con la capacità di imporre pesanti multe e confiscare beni se esse non fossero state immediatamente pagate. Human Rights Watch ha riferito che cinque editori indipendenti di giornali sono stati accusati di diffondere disinformazione perché si riferivano agli albanesi che erano morti in Kosovo come "persone" piuttosto che "terroristi". La repressione del governo sui media indipendenti si intensificò quando le forze NATO minacciarono l'intervento in Kosovo tra la fine di settembre e l'inizio di ottobre 1998. Inoltre, il governo mantenne il controllo diretto della radio e della televisione di Stato, che forniva notizie alla maggioranza della popolazione.
Dopo i bombardamenti della NATO sulla Jugoslavia, nel marzo 1999, Vučić ha indetto una riunione di tutti i redattori di Belgrado. Agli organi di stampa fu ordinato di sottoporre tutte le notizie al Ministero per l'approvazione e furono autorizzati a pubblicare solo dichiarazioni ufficiali e informazioni prese dai media controllati dallo Stato. Inoltre, Vučić ordinò a tutti i giornalisti dei Paesi facenti parte della NATO di lasciare il Paese.
Per anni, Aleksandar Vučić ha difeso i leader serbo-bosniaci accusati di atrocità durante il conflitto del 1992-1995.
Nel 2014, ricordando il periodo, Vučić ha riconosciuto i suoi errori affermando di essere cambiato.

#### All'opposizione
Nel 2000 dopo la fine della guerra e la caduta del governo Marjanović, Vučić lascia il ministero e col suo partito passa all'opposizione. Tra il 1998 e il 2001 ha svolto anche la funzione di deputato federale al Parlamento jugoslavo.
Alle elezioni nazionali e federali del 2000, vince l'Opposizione Democratica di Serbia e si assiste alla fine del regime di Milošević. L'SRS si trova così all'opposizione e nel 2003 Vučić si fa rieleggere deputato. Alle elezioni locali del 2004 si candida a sindaco di Belgrado, ma viene sconfitto dal candidato del Partito Democratico Nenad Bogdanović.
Dal 2003, insieme a Tomislav Nikolić, guida il Partito Radicale Serbo (SRS), che si oppone alla giustizia internazionale e a qualsiasi avvicinamento all'Unione europea. Il partito sta guadagnando influenza poiché l'attuale governo, impantanato in conflitti interni e incapace di risolvere la situazione economica del paese, sta generando un crescente malcontento.
Nel 2007 Vučić definì l'Alleanza Democratica dei Croati in Voivodina un ramo dell'Unione Democratica Croata. Nel 2008, con l'istituzione del Partito Progressista Serbo, Vučić ha affermato che l'obiettivo di una Grande Serbia che porta il territorio croato alla proposta linea Virovitica-Karlovac-Karlobag "è irrealistico e sciocco". Il quotidiano croato Jutarnji list ha affermato in un reportage che nessuno dei suoi familiari era stato ucciso durante la seconda guerra mondiale, sul quale ha risposto che si trattava di "brutali bugie e attacchi alla mia famiglia".
Anche nel 2008, dopo iniziali trattative non riesce a ottenere la maggioranza e Dragan Đilas (sempre Partito Democratico) diviene sindaco.

### La fondazione del Partito Progressista Serbo (SNS) e la vittoria alle elezioni

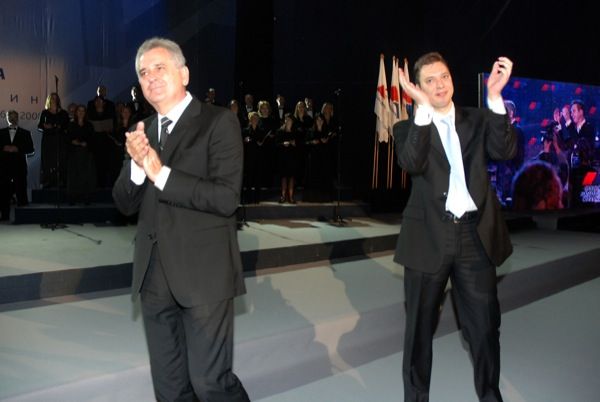
Vučić e Tomislav Nikolić sul palco in occasione della fondazione del Partito Progressista Serbo, Belgrado, 2008

Tomislav Nikolić, vice leader del Partito Radicale e leader provvisorio de facto a causa dell'assenza di Vojislav Šešelj, si dimise il 6 settembre 2008 a causa del disaccordo con Šešelj sul sostegno del partito all'adesione della Serbia all'UE. Con qualche altro membro noto del Partito Radicale, i suoi membri formarono un nuovo gruppo parlamentare chiamato "Napred Srbijo!" (Avanti Serbia!). Il 12 settembre 2008, Nikolić e il suo gruppo furono espulsi ufficialmente dal Partito Radicale durante una sessione del congresso SRS. Vučić, in qualità di segretario generale, fu chiamato a partecipare a questa sessione, ma non comparve.
Tomislav Nikolić annunciò che avrebbe formato il suo partito. Vučić, una delle figure più popolari dell'SRS, si dimise dal Partito Radicale il 14 settembre 2008. Il giorno successivo, Vučić annunciò il suo temporaneo ritiro dalla politica.
Il 6 ottobre 2008 Vučić confermò in un'intervista televisiva che si sarebbe unito al Partito Progressista Serbo (SNS) di Nikolić e che sarebbe stato il vice presidente del partito.
Nel 2010 ha rilasciato dichiarazioni in cui condannava il massacro di Srebrenica affermando di vergognarsi dei serbi responsabili della strage ed affermando in un'intervista del 2012: "Non nascondo che sono cambiato... ne sono orgoglioso" e "Ho sbagliato, pensavo di fare il meglio per il mio Paese, ma ho visto i risultati ed abbiamo fallito, dobbiamo ammetterlo".
Nikolić si è dimesso da capogruppo parlamentare del partito il 24 maggio 2012 dopo la sua elezione a Presidente della Serbia. Vučić ha assunto la direzione fino al successivo congresso del partito per eleggere un nuovo leader. Il 29 settembre 2012 Vučić è stato eletto leader del partito, con Jorgovanka Tabaković come suo sostituto.

### L'incarico di ministro della difesa nel Governo Dačić
Il 27 luglio 2012 è nominato Vice-Primo Ministro e Ministro della Difesa nel governo di Ivica Dačić. Dal 2 settembre 2013 lascia la carica di Ministro della Difesa, pur rimanendo primo Vice-Primo Ministro nel governo.

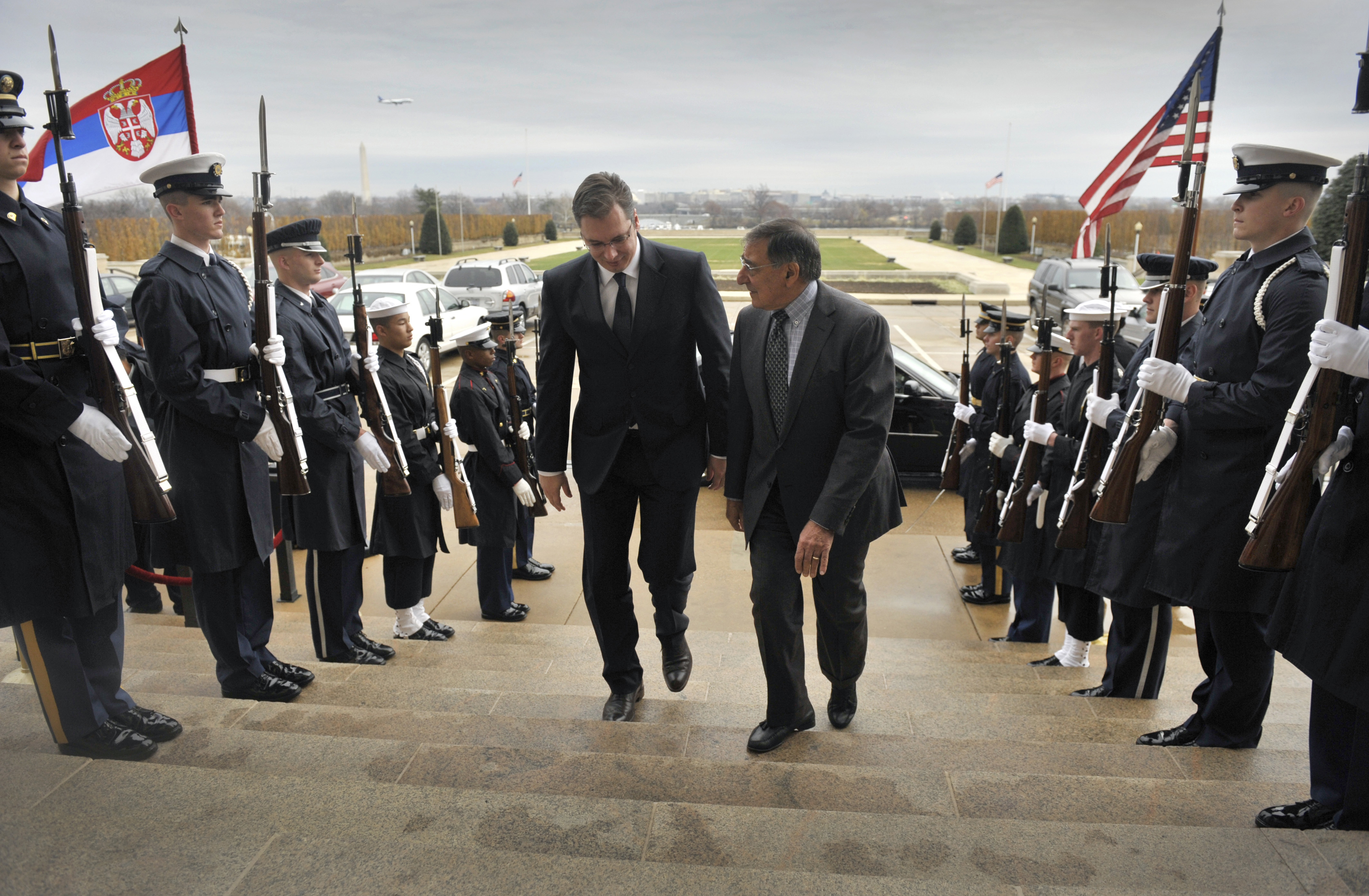
Vučić ed il segretario della Difesa USA Leon Panetta a Washington, D.C. nel 2012

Sebbene il Primo Ministro, Ivica Dačić, abbia formalmente detenuto il potere come capo del governo, molti analisti ritengono che Vučić abbia avuto la maggiore influenza sul governo in quanto capo del più grande partito della coalizione di governo.
Vučić da Vice-Primo Ministro si è impegnato a combattere la corruzione ed il crimine organizzato in Serbia promettendo di indagare su controverse privatizzazioni e legami tra magnati ed ex membri del governo.
D'altro canto, i dati di Transparency International hanno mostrato che un aumento significativo della corruzione percepita è stato visto esattamente dal 2012, quando Vučić è salito al potere. Secondo una ricerca condotta dal Center for Investigative Journalism, la battaglia contro la corruzione in pratica si riduce agli annunci dei media e agli arresti di fronte alle telecamere.

## Primo ministro serbo
Dopo le elezioni anticipate del 16 marzo 2014 e la vittoria del SNS di Vučić con 158 seggi in Parlamento e ha formato una coalizione di governo con il Partito Socialista Serbo. Vučić è diventato primo ministro il 27 aprile 2014.
L'11 luglio 2015 il premier serbo è stato duramente contestato ed anche fatto bersaglio di sassate mentre partecipava alla commemorazione del massacro di migliaia di musulmani a Srebrenica 20 anni fa. È stato quindi costretto ad abbandonare la cerimonia.
Durante una conferenza di partito del SNS, Vučić ha annunciato le elezioni generali anticipate che si sono svolte il 24 aprile 2016 dopo che il 4 marzo, il presidente Nikolić ha sciolto il parlamento. La coalizione di governo attorno al SNS di Vučić ha ottenuto il 48,25% dei voti. Il SNS al potere di Vučić ha mantenuto la maggioranza relativa in parlamento, nonostante abbia vinto meno seggi rispetto alle elezioni parlamentari del 2014. La coalizione attorno a SNS vinse 131 seggi, di cui 98 appartenenti a SNS.
Continua le riforme neoliberali già iniziate dai suoi predecessori, in particolare per quanto riguarda il codice del lavoro.

### Politica interna

#### Politiche migratorie
Durante la crisi migratoria europea, Vučić si è fortemente allineato con le politiche del cancelliere tedesco Angela Merkel e ha elogiato pubblicamente la politica migratoria tedesca. Vučić ha anche affermato che la Serbia collaborerà con l'UE per risolvere il flusso migratorio passante dal Medio Oriente ai paesi membri dell'UE attraverso la rotta dei Balcani e che la Serbia era pronta ad accogliere una parte dei migranti.

#### Politica economica
Dopo la sua elezione a Primo Ministro nel 2014, Vučić ha promosso politiche economiche basate sull'austerità, il cui obiettivo era ridurre il deficit di bilancio della Serbia. La politica di consolidamento fiscale di Vučić era principalmente finalizzata a tagli nel settore pubblico. Una delle misure era la riduzione delle pensioni e degli stipendi nel settore pubblico nonché il divieto di ulteriore occupazione nel settore pubblico.
Vučić ha annunciato che le sue politiche basate sulle riforme hanno ridotto il deficit del Paese e contribuito alla stabilità finanziaria. Tuttavia, le critiche alla politica economica di Vučić hanno affermato che le sue misure non hanno complessivamente contribuito alla ripresa economica, ma hanno invece causato un ulteriore declino del tenore di vita.
Il 23 febbraio 2015 il governo di Vučić ha concluso un accordo triennale di stand-by con il Fondo Monetario Internazionale del valore di 1,2 miliardi di euro come misura precauzionale per garantire la stabilità fiscale a lungo termine del Paese. Il FMI ha elogiato le riforme così come l'UE che lo ha definito uno dei programmi di maggior successo che il FMI abbia mai avuto. Il PIL della Serbia ha superato i livelli pre-crisi del 2008 così come i salari. Le prospettive economiche sono buone con una crescita del PIL superiore al 3% e un rapporto debito/PIL inferiore al 68%.

### Politica estera
Vučić ha svolto un ruolo centrale nei negoziati sull'offerta della Serbia per l'adesione all'UE, viaggiando a Bruxelles per colloqui con l'Alto rappresentante per gli affari esteri e la politica di sicurezza dell'UE, la baronessa Ashton, ed a Kosovska Mitrovica per discutere i dettagli di un accordo politico tra Belgrado e Pristina. Durante la sua visita nel Kosovo settentrionale, per ottenere il sostegno all'accordo mediato da Bruxelles, ha invitato i serbi del Kosovo a "lasciar perdere il passato e pensare al futuro".
Il 10 novembre 2014, dopo sessantotto anni dall'ultima visita di un capo di governo albanese in Serbia, ha incontrato a Belgrado il primo ministro albanese Edi Rama. L'incontro, fortemente caldeggiato dall'Unione europea, ha rappresentato un tentativo di normalizzare i rapporti tra i due stati balcanici, da tempo in lite riguardo allo status giuridico del Kosovo.
Il 27 maggio 2015 ha incontrato il primo ministro Edi Rama a Tirana per discutere della costruzione di un'autostrada che collega i due paesi, passando per il Kosovo. È stato il primo leader serbo a visitare l'Albania.

#### Relazioni con la Croazia
Durante il 2015 ed il 2016, le relazioni tra Croazia e Serbia sono state ulteriormente colpite dalla crisi migratoria in corso, quando la Croazia ha deciso di chiudere il confine con la Serbia. Nel settembre 2015 la Croazia ha vietato tutto il traffico merci dalla Serbia, a causa del flusso migratorio proveniente dalla Serbia in una mossa che ha ulteriormente eroso le fragili relazioni tra i due paesi. In risposta a queste azioni, Vučić ha annunciato che saranno adottate misure di contrasto se non verrà raggiunto un accordo con la Croazia. La controversia è stata infine risolta attraverso la mediazione della Commissione europea, ma le relazioni tra i due paesi vicini rimangono fragili.
Il 31 marzo 2016, Vojislav Seselj, leader del Partito Radicale Serbo, è stato assolto dalle accuse di crimini di guerra nel Tribunale penale internazionale per l'ex-Jugoslavia. Il verdetto ha causato polemiche in Croazia. Vučić prese le distanze da Šešelj e dalla sua politica, ma dichiarò che il verdetto non doveva essere usato come strumento di pressione politica sulla Serbia.
Il 7 aprile 2016 la Croazia ha rifiutato di approvare la scelta della Commissione europea di aprire il capitolo 23, una parte dei negoziati di adesione della Serbia all'UE, bloccando così in sostanza il processo di integrazione dell'UE della Serbia. La Serbia ha accusato la Croazia di ostacolare l'adesione serba all'UE e Vučić ha affermato che il suo governo era "stordito dalla decisione della Croazia di non sostenere il percorso europeo della Serbia." Il 14 aprile 2016 la Commissione europea ha respinto gli argomenti croati nella sua controversia con la Serbia. Tuttavia, il 7 luglio 2016, il Ministro degli Esteri croato Miro Kovač ha annunciato che alcune condizioni stabilite dalla Croazia sono state integrate nella posizione comune degli Stati membri dell'UE per i negoziati con la Serbia, che costituiranno la base su cui si baseranno i progressi della Serbia nel processo di adesione. Le condizioni poste dalla Croazia sono:
- la Serbia deve evitare i conflitti di giurisdizione relativi ai crimini di guerra;
- la Serbia deve cooperare con i paesi limitrofi nella ricerca e identificazione delle persone scomparse o dei loro resti;
- la Serbia deve rafforzare le proprie autorità investigative e giudiziarie;
- la Serbia deve rafforzare la protezione della minoranza croata;
- la Serbia deve cooperare pienamente con il Tribunale penale internazionale per l'ex-Jugoslavia.

#### Relazioni con la Russia

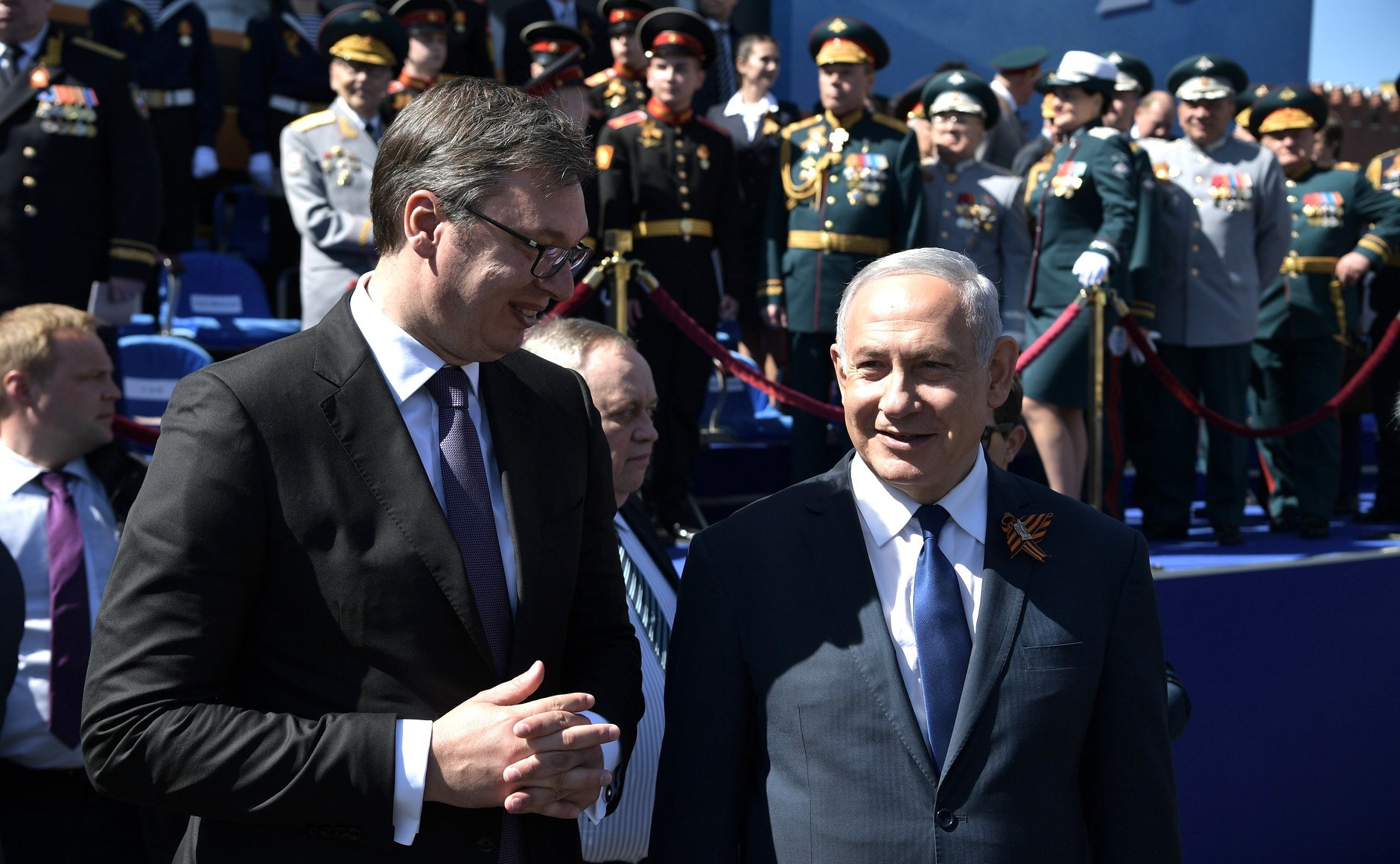
Il presidente Aleksandar Vučić con il primo ministro di Israele Benjamin Netanyahu durante la parata nel Giorno della Vittoria a Mosca, 2018

Vučić ha mantenuto i tradizionali buoni rapporti tra Serbia e Russia ed il suo governo ha rifiutato di applicare le sanzioni contro la Russia, a seguito della crisi in Ucraina e dell'annessione della Crimea. Vučić ha ripetutamente annunciato che la Serbia rimarrà impegnata nella sua integrazione europea, ma manterrà anche relazioni storiche con la Russia. "Abbiamo dimostrato il nostro atteggiamento sincero e amichevole nei confronti della Russia essendo uno dei Paesi europei che ha rifiutato di imporre sanzioni alla Russia", ha dichiarato Vučić dopo l'incontro con il Primo Ministro russo Dmitrij Medvedev.
Durante il mandato di Vučić, la Serbia ha continuato ad espandere i suoi legami economici con la Russia, soprattutto aumentando le esportazioni serbe in Russia. All'inizio del 2016, dopo un incontro con il vice primo ministro russo Dmitrij Rogozin, Vučić ha annunciato la possibilità della Serbia di rafforzare la sua cooperazione militare con la Russia acquistando sistemi missilistici russi.

## Presidente della Repubblica
Vučić ha annunciato la sua candidatura alle elezioni presidenziali del 14 febbraio 2017, nonostante le precedenti dichiarazioni che non avrebbe corso.
Dopo le iniziali speculazioni contrarie, Tomislav Nikolić appoggiò Vučić. Vučić ha vinto le elezioni del 2 aprile 2017 al primo turno, dopo aver ottenuto il 56,01% dei voti davanti al candidato indipendente, Saša Janković, secondo con il 16,63%, al politico satirico Luka Maksimović e all'ex ministro degli affari esteri Vuk Jeremić.
Il risultato elettorale ha suscitato proteste in Serbia. Migliaia di manifestanti hanno accusato Vučić di aver guidato il Paese verso l'autoritarismo. I manifestanti hanno organizzato i raduni attraverso i social network e insistendo sul fatto che non sono collegati a nessun partito o politico e chiedendo una revisione totale di quelli che chiamano "sistemi politici, commerciali e mediatici corrotti che servono un'élite guidata da Vučić". Vučić sosteneva che le proteste erano state organizzate dai suoi oppositori politici che si aspettavano che "il dittatore avrebbe portato la polizia in piazza".
Tuttavia, Vučić è entrato in carica prestando giuramento come presidente della Serbia il 31 maggio di fronte al Parlamento. Vučić ha promesso di continuare con le riforme e ha detto che la Serbia rimarrà su un percorso europeo. Ha anche affermato che la Serbia manterrà la neutralità militare, ma continuerà a costruire partenariati sia con la NATO che con la Russia.
Secondo la Costituzione, la Serbia è una repubblica parlamentare in cui la presidenza è in gran parte cerimoniale senza un significativo potere esecutivo. Secondo diversi analisti Vučić durante il suo mandato sta attuando un processo di rafforzamento del ruolo politico del Presidente della Repubblica.
Dopo essere diventato presidente, Vučić sciolse il tradizionale servizio di sicurezza della polizia responsabile della protezione del presidente, e lo sostituì con membri dei Cobra, unità di polizia militare che, contrariamente alla legge, lo proteggeva mentre serviva da Primo Ministro dal 2014 al 2017.
Il 3 settembre 2017 un'auto di lusso Bentley con all'interno tre uomini si schiantò contro il corteo presidenziale. Il presidente Vučić ed il suo staff risultarono incolumi ed alcuni uomini furono arrestati con l'accusa di mettere a repentaglio la sicurezza del presidente. I media vicini a Vučić lo hanno segnalato come un altro tentativo di omicidio, mentre i leader dell'opposizione affermano che si tratta di una "propaganda per ritrarre l'ex ultranazionalista come vittima e distogliere l'attenzione dai problemi economici e sociali della Serbia".
Dalla fine del 2018 e all'inizio del 2019, migliaia di serbi sono scesi in strada per protestare contro la presidenza di Vučić. I manifestanti accusano Vučić e il SNS di corruzione affermando che Vučić sta cercando di cementare se stesso come un autocrate. Nel 2019 la Freedom House riferisce che lo stato della Serbia è sceso da libero a parzialmente libero a causa del deterioramento dello svolgimento delle elezioni, dei continui tentativi da parte del governo e dei media alleati di ostacolare i giornalisti indipendenti attraverso molestie legali e campagne diffamatorie e l'accumulo di poteri esecutivi da parte di Vučić in conflitto con il suo ruolo costituzionale.
Sta attuando riforme economiche come le privatizzazioni per attirare gli investimenti stranieri. Queste riforme portano a una riduzione delle pensioni e dei salari nel settore pubblico.
L'attacco con una spranga di ferro a un leader dell'opposizione nel novembre 2018 serve da innesco per diverse settimane di proteste antigovernative in molte città del paese. I partiti dell'opposizione decidono di boicottare le elezioni legislative del 2020, sostenendo di protestare contro l'autoritarismo del governo. Il sistema politico serbo è considerato dagli analisti come un "sistema autoritario competitivo". Per Dušan Spasojević, professore di scienze politiche all'Università di Belgrado, "c'è concorrenza ma i protagonisti non sono uguali". I media serbi sono generalmente vicini al partito al potere, e i dipendenti del settore pubblico sono incoraggiati a votare per esso.
Nell'agosto 2022 ha deciso di vietare lo svolgimento dell'Europride, organizzato dalle associazioni per i diritti LGBT ed in programma per il successivo 17 settembre a Belgrado. La scelta è stata motivata da ragioni di sicurezza determinata dalle tensioni in Kosovo e l'emergenza legata alla crisi energetica.
Nel 2023 ha proposto di limitare possesso delle armi della popolazione civile (secondo una ricerca la Serbia è al terzo posto al mondo, dopo USA e Montenegro, per incidenza di armi su cento abitanti), annunciando di voler effettuare un disarmo quasi completo della Serbia. Ha sostenuto la necessità di rimuovere centinaia di migliaia di armi dalla popolazione e di effettuare una revisione massiccia delle armi registrate. Ha sostenuto l'azione di parlamento e governo nell'inasprimento delle pene per l'illecita detenzione.

### Politica estera

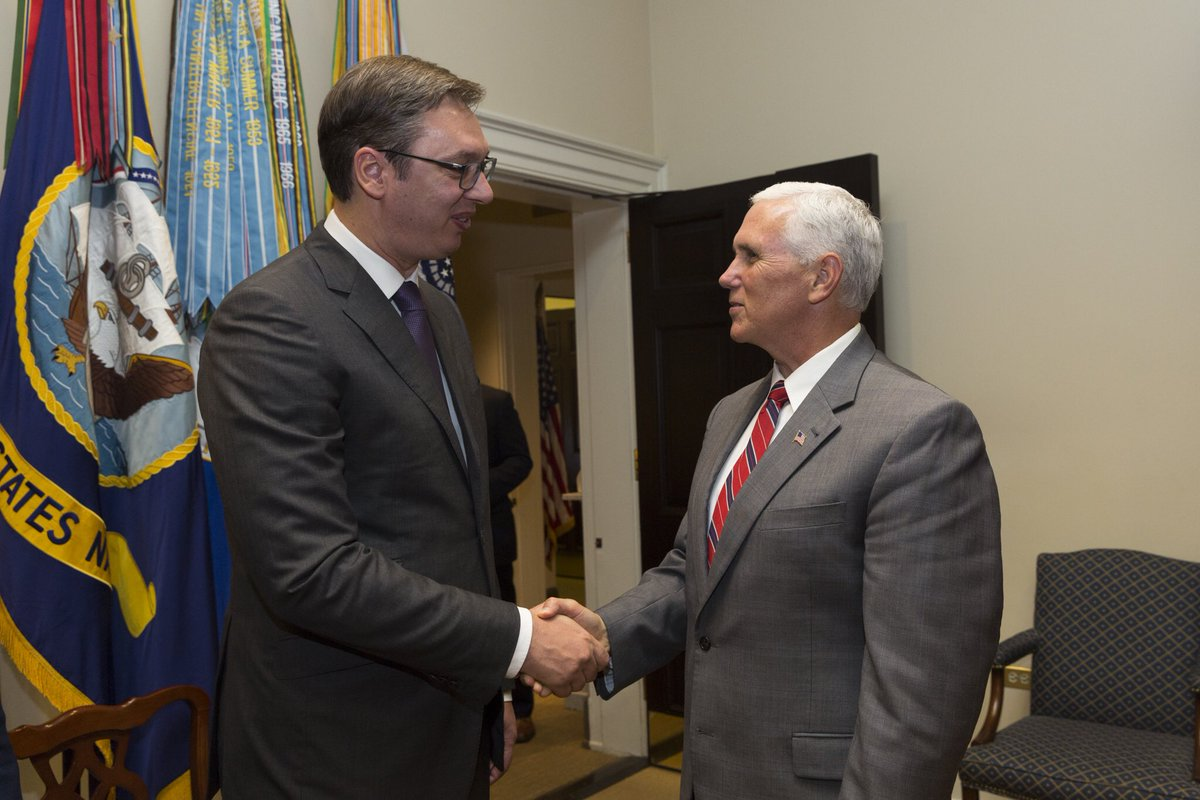
Vučić con il Vice Presidente degli Stati Uniti Mike Pence (2017)

Nel luglio 2017 Vučić ha visitato gli Stati Uniti e ha incontrato il vicepresidente degli Stati Uniti Mike Pence, dove hanno discusso del sostegno degli Stati Uniti agli sforzi della Serbia per aderire all'Unione europea, della necessità di continue riforme e di ulteriori progressi nella normalizzazione delle relazioni con il Kosovo. Facendo riferimento al proposto accordo di scambio di terra tra Serbia e Kosovo, il consigliere per la sicurezza nazionale degli Stati Uniti John Bolton ha affermato che gli Stati Uniti non si sarebbero opposti a uno scambio territoriale tra Kosovo e Serbia per risolvere la disputa di lunga data. Il Dipartimento di Stato degli Stati Uniti continua a sostenere che la piena normalizzazione delle relazioni tra Serbia e Kosovo è "essenziale per la stabilità regionale", come affermato in precedenza da Vučić.
Nel dicembre 2017 Vučić ha fatto una visita ufficiale alla Federazione Russa per la prima volta come Presidente della Serbia. Ha espresso la sua gratitudine alla Russia per la protezione degli interessi nazionali serbi e ha dichiarato che: "La Serbia non imporrà mai sanzioni alla Federazione Russa". Durante la sua visita, si è concentrato sul rafforzamento della cooperazione nel settore dell'industria militare e dell'energia. Il partenariato con la Russia è particolarmente rilevante dal punto di vista degli armamenti militari: la Serbia ha acquistato a prezzi politici blindati, elicotteri, caccia MiG-29 ed il sistema missilistico antiaereo Pantsir S1.

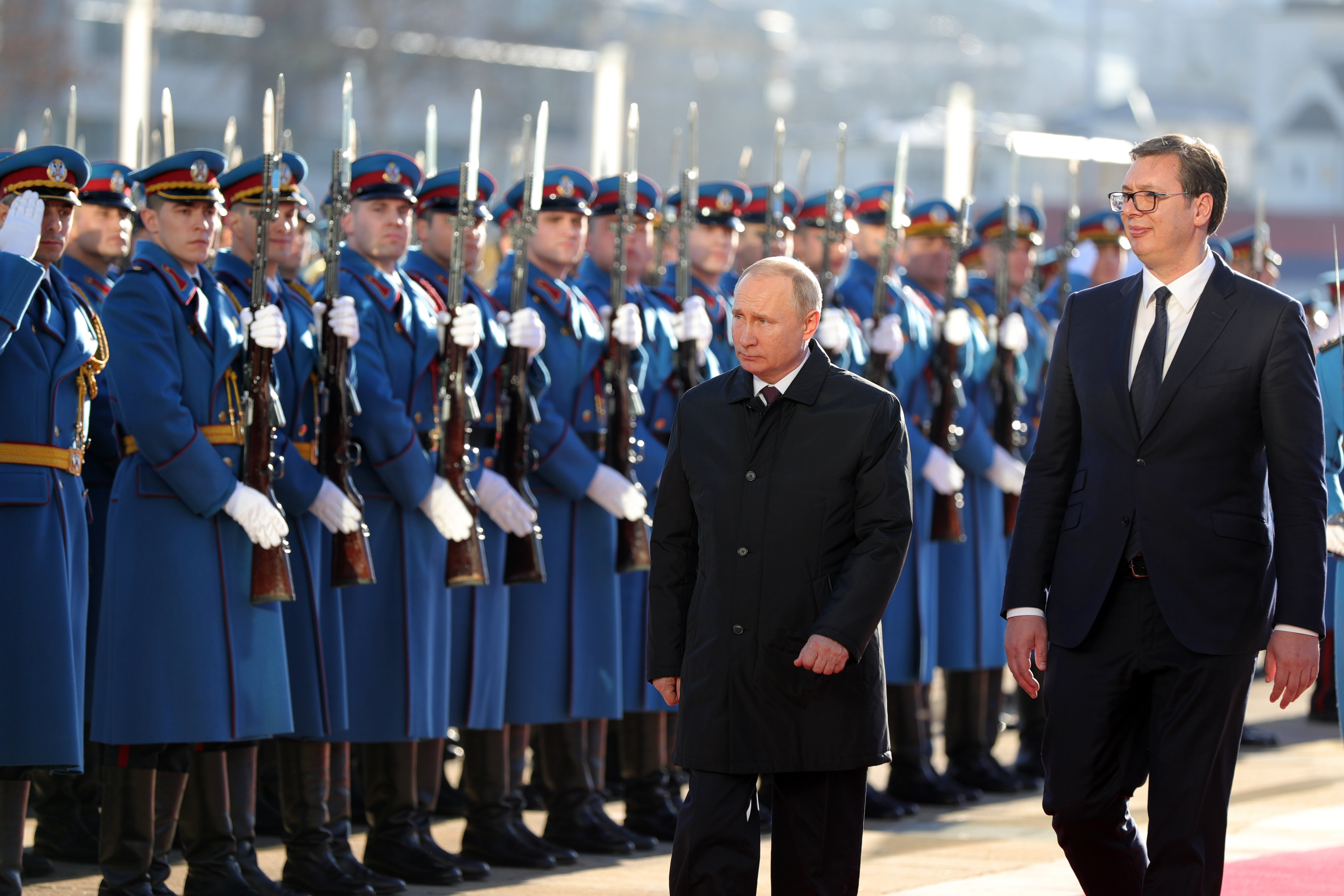
Il Presidente Vučić con il Presidente russo Vladimir Putin, Belgrado

Nel giugno 2018 la Serbia ha partecipato ad esercitazioni congiunte assieme a Russia e Bielorussia. Vučić nel gennaio 2019 ha ricevuto Vladimir Putin che ha espresso anche l'interesse di far partecipare la Serbia al progetto del TurkStream un gasdotto attraverso il Mar Nero passante da Russia e Turchia. Lo stesso anno la Serbia ha ospitato delle nuove esercitazioni militari russe denominate “Scudo slavo 2019“ in cui sono stati impiegati anche gli avanzati sistemi missilistici russi S400.
Nel 2019 ha promosso un incontro trilaterale tra Serbia, Albania e Macedonia del Nord con lo scopo di porre le basi per la creazione un'area commerciale di libero scambio fra i tre Paesi, denominata "mini-Schengen", eliminando le barriere doganali e rendere possibile gli interscambi economici e la circolazione di beni, persone e servizi.
Nell'ottobre dello stesso anno il presidente serbo ha firmato un accordo commerciale con l'Unione economica eurasiatica.
Ha spostato l'ambasciata serba in Israele a Gerusalemme su richiesta degli Stati Uniti e ha designato l'Hezbollah libanese come "organizzazione terroristica".
Nel 2022, dopo l'inizio dell'invasione russa dell'Ucraina, Vučić si è rifiutato di seguire l'Unione europea (alla quale la Serbia è candidata per diventare Stato membro) nell'invio di sanzioni contro la Russia, cercando invece accordi economici con Vladimir Putin, per diminuire il prezzo del gas russo in Serbia.
Nel luglio 2024 ha concluso un accordo di libero scambio con l'Egitto, e ulteriori accordi in materia di lavoro, sanità, cultura, ricerca scientifica, istruzione e dogane. Sono state anche concordata esercitazioni militari congiunte fra gli eserciti serbo e egiziano.

#### Relazioni con la Cina
Negli ultimi anni si è verificato un rafforzamento delle relazioni fra Serbia e Cina. Al forum inaugurale della cosiddetta Nuova Via della Seta, il governo cinese ha, infatti, intrapreso una serie d’iniziative di accordi con l’esecutivo serbo soprattutto in campo infrastrutturale con l'accordo tra i due Paesi che prevede il prestito da parte della Exim Bank of China destinato a finanziare la ristrutturazione e l’ampliamento della ferrovia che collega Serbia e Ungheria, in particolare il tratto tra Budapest, Stara Pazova e Belgrado. Nel Paese balcanico, la Cina ha forti interessi nella costruzione di una nuova autostrada di 165 chilometri che collegherà l’Adriatico alla Serbia tramite il Montenegro.
Rafforzamenti delle relazioni fra i due paesi sono avvenute anche nel campo dell'industria della difesa.
Durante l'emergenza relativa al diffondersi del virus COVID-19, dopo aver dichiarato lo stato di emergenza il 16 marzo 2020, Vučić ha dichiarato di essersi rivolto a Xi Jinping ed alla Cina per combattere la malattia, ricevendo anche forniture mediche, dichiarando che "La Cina è l'unica che può aiutarci" e criticando l'Unione Europea per gli ostacoli posti alle esportazioni di materiale medico al di fuori dell'Unione.
Nel 2022 la Serbia ha ricevuto anche il sistema antiaereo cinese HQ-22. Nell'ottobre 2023 i due Stati hanno siglato un trattato di libero scambio.

#### Questione del Kosovo

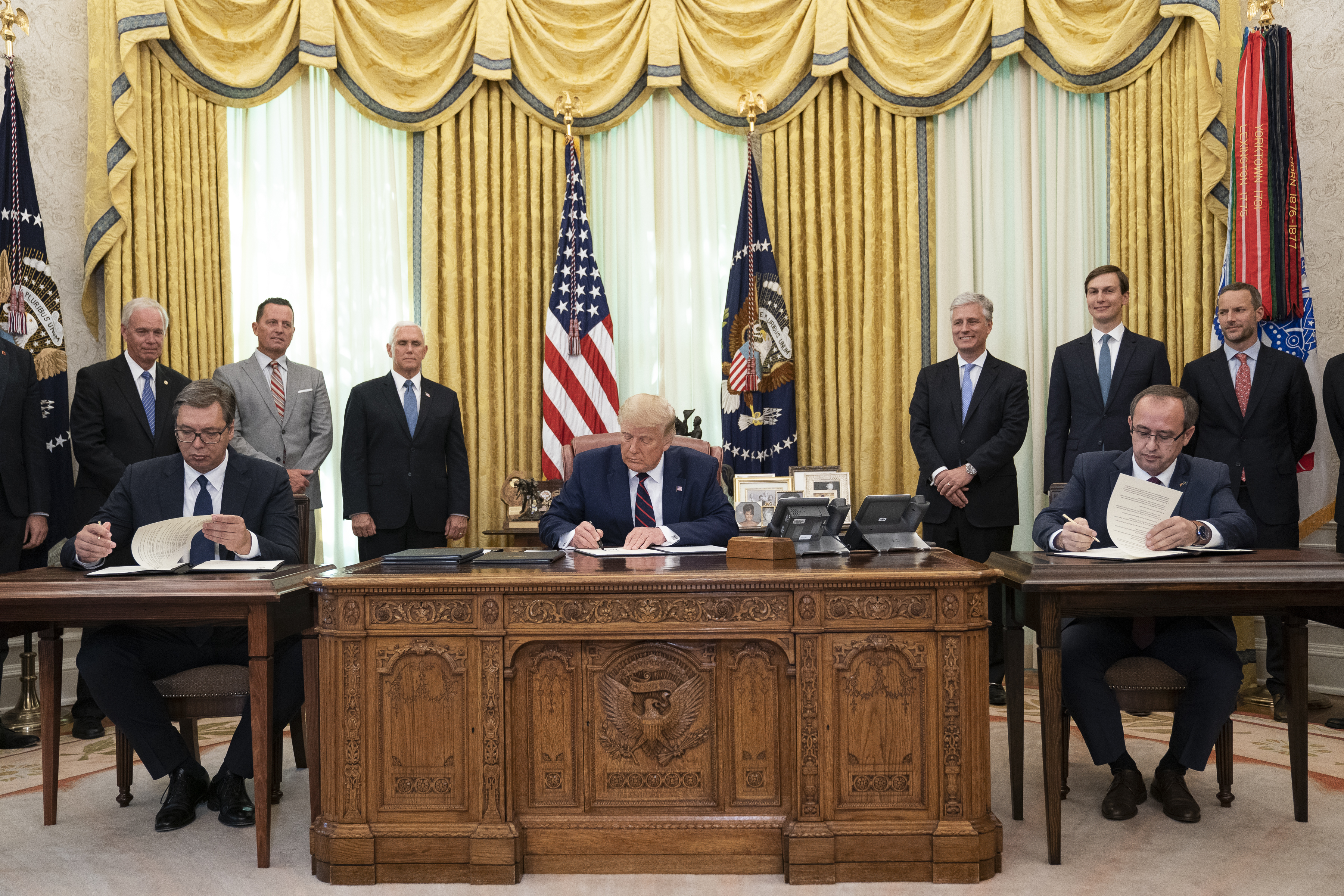
Il momento della sottoscrizione dell'Accordo di normalizzazione economica alla Casa Bianca. A sinistra Aleksandar Vučić, al centro Donald Trump, a destra Avdullah Hoti.

Nel 2017 Vučić ha accusato l'UE di ipocrisia e di avere due pesi e due misure per il suo atteggiamento molto diverso nei confronti delle crisi separatiste in Kosovo e Catalogna. Nel settembre 2018 in un discorso ai serbi del Kosovo dichiarò: "Slobodan Milošević era un grande leader serbo, aveva le migliori intenzioni, ma i nostri risultati furono molto peggiori." I giornalisti riportano che Vučić sostiene la divisione del Kosovo, in quello che egli chiama "demarcazione etnica con gli albanesi".
Il 26 marzo 2018 il politico serbo Marko Đurić è stato arrestato durante l'incontro con i serbi locali nella zona settentrionale di Mitrovica dalle unità speciali della polizia del Kosovo. Il vice primo ministro del Kosovo Enver Hoxhaj ha affermato che la presenza di Đurić in Kosovo "senza autorizzazione" delle autorità kosovare stava violando gli Accordo di Bruxelles del 2013 fra Kosovo e Serbia. Durante l'arresto, molti giornalisti sono stati feriti da alcuni membri della Polizia del Kosovo che è stata condannata dall'Unione europea e dall'OSCE. Le relazioni fra Kosovo e Serbia sono state attraversate da forti tensioni e l'atto di arresto e violenza è stato condannato dal presidente Vučić. Đurić fu quindi portato a Pristina, la capitale del Kosovo, portato davanti a un giudice e poi scortato fuori dal territorio del Kosovo.
Nel maggio seguente nuove tensioni sorsero a seguito di alcune operazioni di polizia della Forze di Sicurezza kosovare condotte nei territori di confine con la Serbia a cui Vučić ha risposto mobilitando le forze armate serbe.
Per tutto il mese di novembre dello stesso anno tra i governi dei due paesi vi sono state tensioni riguardanti l'ingresso del Kosovo all'interno dell’Interpol a cui Belgrado si oppone. Non si sa se a dare i suoi frutti sia stata l’opposizione della Serbia o meno, fatto sta l’assemblea generale dell’Interpol riunita a Dubai ha bocciato l’ingresso del Kosovo. Il governo del Kosovo per tutta risposta ha deciso di imporre un dazio del 100% sulle merci serbe. Belgrado ha quindi minacciato il blocco totale delle esportazioni verso il Kosovo, beni di prima necessità compresi. Le tensioni tra Serbia e Kosovo si sono così inasprite al punto che il 22 novembre Vučić ha denunciato spostamenti di truppe kosovaro-albanesi al confine con la Serbia minacciando un intervento militare nel caso in cui il Kosovo, trasformando la sua Forza di Sicurezza, si fosse dotato di un esercito.
Il 27 maggio 2019, durante una sessione speciale del parlamento serbo sul Kosovo, Vučić ha dichiarato che "Dobbiamo riconoscere che siamo stati sconfitti" ed "Abbiamo perso quel territorio". Ha affermato che la Serbia non controllava più il Kosovo e che era necessario un compromesso sulla questione attraverso un futuro referendum nel paese. Vučić ha stretti legami con la Lista Serba ed ha invitato i serbi del Kosovo a votare per loro alle elezioni.
Ha fortemente contrastato l'introduzione da parte del Governo kosovaro di Albin Kurti del principio di reciprocità con la Serbia e la Bosnia e che ha imposto loro dazi sulle importazioni in ragione del mancato riconoscimento dell'indipendenza ed e in risposta dei dazi introdotti dalla Serbia.
Il 4 settembre 2020 il suo Governo ha concluso un accordo internazionale in materia economica del valore di oltre 1 miliardo di Euro con il Kosovo, sottoscrivendo l'accordo presso la Casa Bianca, negli Stati Uniti d'America. Il trattato prevede anche la creazione di una zona di libero scambio e l'eliminazione dei dazi. È stato comunque escluso il riconoscimento dell'indipendenza kosovara.

## Vita privata

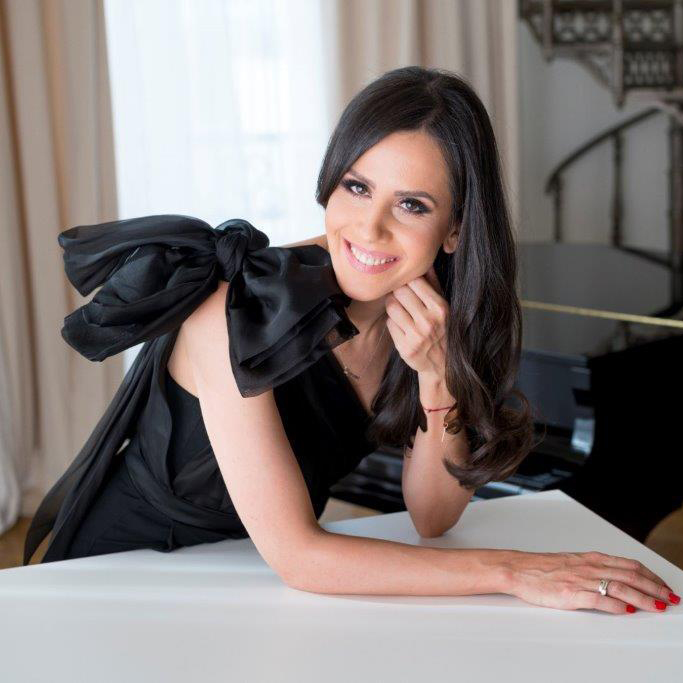
Tamara Đukanović che ha sposato Aleksandar Vučić nel 2013

Il 27 luglio 1997 Aleksandar Vučić ha sposato Ksenija Janković, morta il 29 gennaio 2022, giornalista di Radio Index e Srpska reč. La coppia ha avuto due figli (il figlio Danil e la figlia Milica) prima di separarsi nel 2011. Due anni dopo, il 14 dicembre 2013, Vučić ha sposato Tamara nata Đukanović, funzionaria del Ministero degli Affari Esteri della Serbia. Nel giugno 2017, una settimana dopo avere assunto l'incarico presidenziale, Tamara ha dato alla luce un figlio, Vukan.
Con un'altezza di 198 cm, Vučić è uno dei leader mondiali più alti.

## Distinzioni
Ordine di Aleksandr Nevskij: è il quarto serbo nella storia a ricevere la più alta onorificenza russa, dopo Miloš Obrenović, Alessandro di Serbia e Nikola Pašić.